# Łętków (Orchów)
Łętków – osada wsi Orchów w Polsce, położona w województwie łódzkim, w powiecie łaskim, w gminie Łask.
W latach 1975–1998 osada administracyjnie należała do województwa sieradzkiego.